# Lobbyisme
 Denne artikel bør gennemlæses af en person med fagkendskab for at sikre den faglige korrekthed.

Lobbyisme er forsøg på at påvirke politiske beslutninger via en lobbyist, der optræder på vegne af en anden person eller interessegruppe. Lobbyisme kan både foregå på legal vis (f.eks. via rapporter, møder og medier) og på illegal vis (f.eks. ved hjælp af bestikkelse eller trusler). Lobbyisme kan ses som et gode for en beslutningstager, der dermed får adgang til balanceret information, men kan også være af det onde, hvor enkelte lobbyister evner at skaffe goder til en lille gruppe på bekostning af en stor gruppe. Det er denne tankegang, der ligger bag Aristoteles' udsagn om, at mænd rejser sammen for at drage fordel af de goder, som et sammenhold giver.

## Public choice og lobbyisme
Ifølge Peter Nannestad er public choice en del af rational choice traditionen, som primært har at gøre med politiske beslutninger i bred forstand. Netop i forbindelse med lobbyisme bliver public choice relevant, eftersom det er en tankegang der baserer sig på spørgsmålet om "first" og "second best" løsninger. Det vil sige, om den valgte løsning er optimal eller den næstbedste. First best fordelinger er fordelinger, der begunstiger alle optimalt. Imidlertid er det svært at opnå denne type fordelinger, hvormed second best er den mest naturlige. Det er netop disse second best eller næstbedste udfald, som er resultat af lobbyisters aktiviteter.

## Interesseartikulation i samfundet
Interesseartikulation er ikke ens i alle lande. Nogle lande anvender en korporatistisk tilgang til artikulation, hvor andre har en pluralistisk tilgang. Forskellen mellem de to tilgange skal ses i den rolle, som staten har i forhold til interessegrupperne og dermed lobbyisten.

### Korporatisme
Korporatisme understreger at en interessegruppe kan ses som en social partner på et givent område, men dermed også kun det område. Det betyder imidlertid, at den får en særlig rolle ikke bare i forbindelse med udvikling af policy, men også i forbindelse med implementering. Den neokorporatistiske tilgang minder meget om den oprindelige i og med den også understreger den ikke eksisterende konkurrence eller priviligeret adgang. Her integreres interessegrupper i udviklingen af policy i selve policy-processen. Denne tilgang er særligt udpræget i Skandinavien, og har dermed fået tilnavnet "Den Skandinaviske Variant".

### Pluralisme
Alternativt kan en pluralistisk tilgang anvendes, som typisk understreger statens rolle som en dommer snarere end som en aktiv deltager. Det vil sige, interessegrupperne konkurrerer imod hinanden om opmærksomhed. Dette sikrer, at der ikke findes en enkelt elite, som dominerer. Dette er vigtigt, ifølge Robert A. Dahl, som understreger, at ingen gruppe vil få mulighed for at dominere i alle vigtige politiske spørgsmål.

## Interessegruppen og lobbyisme
Typisk sættes der lighedstegn mellem interessegruppen og lobbyist aktiviteter. Imidlertid vil det være at opgive forståelsen af forholdet mellem ikke bare interessegruppen og lobbyisten, det vil også være at opgive de mekanismer, som eksisterer i interessegruppen. Mekanismer der både fremmer og hæmmer tiltag til lobbyisme.

### Gruppestørrelse
Lobbyisme er et kollektivt gode, som en interessegruppe frembringer. Imidlertid har gruppens størrelse stor betydning for gruppens evne til at frembringe goder. Olson fremhæver, at hvor store grupper skal bruge tvang for at fremskaffe kollektive goder, er den sociale kontrol i små grupper nok. Således erkender Olson, at netop den lille gruppe, og det at dens medlemmer kender hinanden samt selve godet selv, udvirker et incitament til at fremskaffe godet. Der er dog også tilfælde, hvor et enkelt medlem med de nødvendige ressourcer, vil være i stand til, og finder det ønskværdigt at frembringe godet på egen hånd. Det er netop det, der kan forklare USA's engagement i NATO. Den store gruppe, derimod, har ikke samme mekanisme. Det skyldes, at det er umuligt for det enkelte medlem at 1) se om dets bidrag gør en forskel, og 2) kontrollere at andre medlemmer ikke snyder. Alle kan simpelthen ikke kende hinanden. Hermed opstår problemet om gratister, som lukrerer på den indsats, de mange gør. Eftersom lobbyist aktiviteter regnes for at være et kollektivt gode, er det typisk lettere for små grupper at fremskaffe godet end for de store.

### Det rationelle i at gennemføre lobbyisme
Gullberg fremstiller en simpel model, der skal gøre det muligt at vurdere det rationelle for en interessegruppe at investere i lobbyisme. Således siger hun, at såfremt det er sandsynligt at gruppen kan få indflydelse, og at den gavn som gruppen får, overgår ulemperne, vil det være rationelt at gennemføre lobbyisme. Hermed bliver det muligt for Gullberg at klassificere lobby-aktiviteter som værende for meget eller for lidt. Gullberg antager i sin model, at alle grupper har de nødvendige midler til at gennemføre lobbyisme.

#### For meget
For megen lobbyisme er situationer, hvor en interessegruppe investerer mere end det er nødvendigt. Typisk skal det forklares med, at der søges lobbyisme på for mange områder eller det, hun kalder for generel lobbyisme Sidstnævnte er forbundet med tidlig lobbyisme i beslutningsprocessen. Det har imidlertid den fordel, at det kan centrere opmærksomhed på et spørgsmål.

#### For lidt
For lidt lobbyisme er situationer, hvor en interessegruppe ikke formår at gennem den tilstrækkelige lobbyisme, selvom den vil få mere gavn ud af det, end det vil koste den. En central forklaring, om end metodisk og ikke substantiel, er den nævnte antagelse om at grupper har de nødvendige midler. Dette er eksempelvis tilfældet med store industrigrupper, hvor mindre typisk NGO'er ikke har nok midler.

### Økonomi og lobbyisme
Den korte gennemgang af rationalitet og lobbyisme ovenfor stiller spørgsmålet om økonomi og lobbyisme centralt. For det første syntes der at være generel konsensus i den samfundsfaglige litteratur om, at økonomi er væsentlig for lobbyisters succes i forhold til promovering af et givent standpunkt. Imidlertid er effekten af økonomi ikke entydig. Således påpeger Baumgartner et al. at netop stor velstand ikke kan gøre op for dissensus i en stor interesseorganisation. Her fremhæver de, at den meget magtfulde og rige American Chamber of Commerce som en organisation, der på trods af sin rigdom, har svært ved at promovere sine positioner. Det skyldes, at gruppen er stor og dermed hersker der ikke nødvendigvis internt konsensus om en position. Et andet argument som på den ene side styrker påstanden om økonomiens relevans, men på den anden side også svækker argumentet, er spørgsmålet om økonomi vis-à-vis andre grupper. Her siger Baumgartner et al. at det er vigtigt at tage modstanderen in mente.

### Venner og fjender
Effekten af en promovering af interesser afhænger af, om dem der er i fokus er venner og fjender. En ven er typisk en, der har lignende interesser, hvorimod en fjende har en fuldstændig anden position. Hvor der generelt skal anvendes færre midler på at overtale og sikre venner, er fjender en helt anden diskussion. For det første er venner betydeligt nemmere at få adgang til end fjender. For det andet syntes det at være svært at lokalisere fjender. Det skyldes blandt andet, at lobbyisters netværk typisk består af venner og ikke af fjender.

## Strategier
Der findes en række overordnede strategier, som lobbyisters handlinger kan kategoriseres efter. Et klassisk eksempel er "kanonbådsstrategien" der er en truende adfærd fra lobbyisternes side. Outsourcing er en typisk anvendt strategi. En anden strategi spiller på legenden om den trojanske hest, hvor lobbyisten søger at komme tæt på beslutningstageren, for derefter at forhandle en position. En tredje strategi er at spille på en anden lobbyist, typisk en fjendes, strategi. Hvis den opfører sig som en rå børste, vil lobbyisten typisk fremstille sig som den venlige, og dermed vinde tillid. Tandlægetilgangen er en kirurgisk tilgang, hvor lobbyisten fjerner en dårlig "tand" for at komme tilbage efter resten senere. Det vil sige, lobbyisten søger at fjerne bidder af et forslag, indtil det passer til dens position. Typisk kan en lobbyist også søge at opnå kompromisser med andre lobbyister så som fagforeninger. Endelig er der æselstrategien, som er en blanding mellem gulerod og pisk, hvor førstnævnte foretrækkes men sidstnævnte anvendes, såfremt guleroden ikke har den ønskede effekt.

## Metodik til måling af lobbyisme
Svendsen foreslår, at lobbyisme måles ved at analysere input og output. Den forskel, der fremtræder i outputtet tilskrives lobbyist aktiviteter. Han demonstrerer teknikken i forbindelse med en undersøgelse af et policy-forslag vedrørende klimapolitik i Den Europæiske Union. Han viser, at det oprindelige forslag er blevet farvet af lobbyister. Denne metode er blevet kritiseret for at se det politiske system som en black box, hvormed de interesser som eksisterer i statsapparatet ikke blive tilgodeset. Dermed antydes det, at også en stat kan have interesser, der divergerer fra det privates interesser. Nordlinger citerer Krasner for at argumentere for, at netop en stat kan være autonom, og dette kan måles på statens evne til at forandre modstå det privates interesser eller enddog forandre disse. Nordlingers atomistiske syn på staten, hvor hver enhed, det være sig parlamenter, ministerier etc. har interesser, og særligt ikke-legislative enheder vil have en tendens til også at lobby for deres synspunkt. Dette støtter kritikken af synet på det politiske system og dermed også staten som en black box.

## Kendte lobbyister

### Jack Abramoff
Abramoff blev kendt for at være en aggressiv lobbyist med mange forbindelser. Ifølge Washington Post havde han forbindelser til prominente Republikanere og virksomheder. Hans mange forbindelser blev brugt til at rejse penge til forskellige projekter, både hans egne men også politikeres. Michael Scanlon og Adam Kidan er begge blevet kendt skyldige i henholdsvis bestikkelse og ulovlig pengefremskaffelse. I Kongressen er republikaneren Robert W. Ney og Tom Delay samt senator Conrad Burns under undersøgelse. Abramoff selv har blandt andet erkendt sig skyldig i skattesvindel samt konspirere til bestikkelse af offentligt ansatte.

## Diasporalobbyisme
Diasporalobbyisme er ikke et ukendt fænomen. I USA er der tradition for forskellige diasporaer typisk søger at øge indflydelse på politik, der har at gøre med deres hjemstater. Derfor skaber de typisk lobbygrupper (se nedenfor). Walt nævner i den forbindelse en række diasporaer så som den jødiske lobby eller American Jewish Committee, den armenske lobby eller Armenian National Committee of America (ANCA) som værende meget magtfulde. Sidstnævnte har længe arbejdet for en anerkendelse af det armenske folkedrab, og det lykkedes da også næsten i 2007, men faldt efter pres fra Det Hvide Hus.

## Lobbyisme i den Europæiske Union
Lovgivningen af medlemsstaterne kan ikke skilles fra lovgivningen i EU. Fordi europæiske direktiver omsættes til national lovgivning, kan den europæiske argumentation ofte findes i de nationale udvalg. 
Heterogeniteten af de økonomiske interesser styrkes på europæisk niveau, og Bruxelles lovgivning har indflydelse på 28 medlemsstater. Derfor skal der tages hensyn til specifikke nationale markedssituationer, virksomhedsfilosofier og interesser. Antallet af interesser og spektret af divergens øges. Foreningerne skal derfor artikulere interesser, der er endnu mere komplekse og brede end på nationalt niveau. Samtidig udøves indflydelse på europæiske retsakter parallelt på nationalt og europæisk niveau i meget forskellige former.
Derfor kan det give mening for en virksomhed at indbringe sine interesser direkte ved de afgørende instanser parallelt med indirekte lobbyisme igennem brancheforeningerne.
Da medlemmer af det europæiske parlament har en dårlig videnskabslig støtte i forhold med andre parlamenter, bruges lobbyister også på grund af deres detaljerede viden. Risikoen for at få ensidede og limiterede informationer minimeres fra EU-organernes side ved at lytte til mange lobbyister fra forskellige interessegrupper.